# Трета македоно-одринска опълченска бригада
Трета македоно-одринска опълченска бригада е военна част от Македоно-одринското опълчение. Формирана е на 11 октомври 1912 година. Разформирована е на 1 септември 1913 година. Командир на бригадата е подполковник Александър Протогеров.

## Състав
- Девета велешка дружина
- Десета прилепска дружина
- Единадесета сярска дружина
- Дванадесета лозенградска дружина
- Петнадесета щипска дружина
- Втора картечна рота